# 용권사수
"용권사수"(龍拳蛇手: The Yong-gwon Martial Arts)는 한국에서 제작된 김시현 감독의 1980년 영화이다. 거룡 등이 주연으로 출연하였고 김기영 등이 제작에 참여하였다.

## 출연

### 주연
- 거룡
- 맹추
- 이예민
- 마도식

## 기타
- 조명: 최입춘
- 녹음: 김병수
- 현상: 우성현상소